# Peut-être toi
Singles de Mylène Farmer
L'Amour n'est rien...
(2006) Slipping Away (Crier la vie)
(2006)
Peut-être toi est une chanson de Mylène Farmer, sortie en single le 5 juillet 2006 en version digitale et le 21 août 2006 en version physique, en tant que cinquième et dernier extrait de l’album Avant que l'ombre....
Sur une musique électronique très rythmée, composée par Laurent Boutonnat, Mylène Farmer écrit un texte en forme de déclaration d'amour, dans lequel elle cite notamment des phrases de Montaigne et Emily Dickinson.
Le clip est un animé réalisé par Naoko Kusumi et dessiné par Kazuchika Kise, sur un scénario de Katsuhiro Ôtomo (célèbre pour son manga Akira).
Il est sélectionné en compétition lors du 15e Anima Mundi International Animation Festival qui s'est déroulé au Brésil en juillet 2007.
La chanson atteint la 3e place du Top 50 en France.

## Contexte et écriture
En avril 2005, Mylène Farmer sort l'album Avant que l'ombre..., six ans après l'album Innamoramento et plus de trois ans après sa compilation Les Mots.

Sans aucune promotion, l'album se classe directement à la première place des ventes et est certifié disque de platine en deux semaines pour plus de 300 000 ventes. Porté par les singles Fuck Them All, Q.I., Redonne-moi et L'amour n'est rien..., qui ont tous atteint le Top 10, Avant que l'ombre... sera certifié double disque de platine en juillet 2006 en France, mais également en Russie.

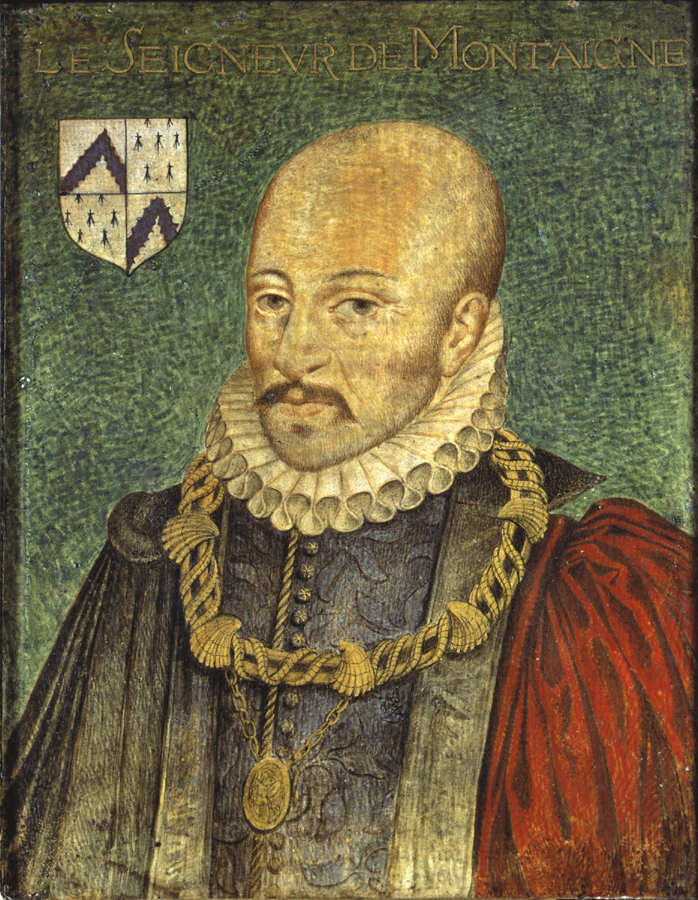
Le texte emprunte une célèbre phrase de Montaigne.

Peut-être toi, qui était la chanson d'ouverture de la série de 13 concerts (complets) à Bercy en janvier 2006, est alors choisi pour devenir le dernier single extrait de l'album.
Sur cette musique électronique très rythmée, composée par Laurent Boutonnat, Mylène Farmer écrit un texte en forme de déclaration d'amour.
Une des phrases du refrain (« Parce que c'est toi, parce que c'est moi ») fait référence à Montaigne. Plusieurs vers font également référence à des écrits d'Emily Dickinson, comme « Si par mégarde la faute est mienne, alors renie-moi », « Quand l'absence désincarne et hante l'univers » ou encore « Quand la présence d'un vent calme entrouvre l'univers ».

## Sortie et accueil critique
Envoyé en radio le 19 juin 2006, Peut-être toi est disponible en single digital le 5 juillet 2006 dans une version raccourcie, dans laquelle une partie de l'introduction et la fin de la chanson sont supprimées.

Il sort en version physique le 21 août 2006, avec une pochette illustrée par un dessin manga de Kazuchika Kise, issu du clip anime.

### Critiques
- « Le titre le plus pêchu de l'album. » (Tribu Move)[8]
- « Un single en puissance taillé pour les dance-floors. » (Rolling Stone)[9]
- « Un titre up-tempo, plus électro, qui pourrait enflammer les dance-floors, avec ou sans remixes. » (Platine magazine)[10]
- « Un titre particulièrement réussi, qui bénéficie de paroles très optimistes. »[5]

## Vidéo-clip

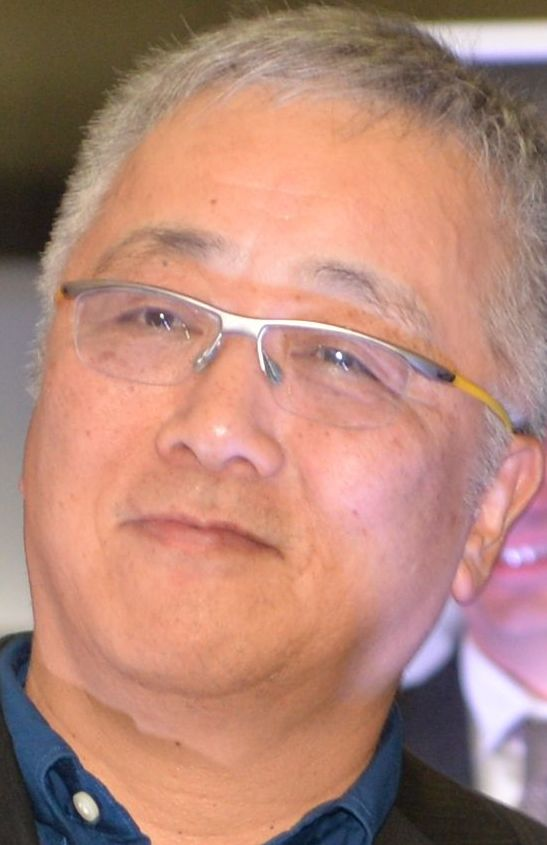
Katsuhiro Ôtomo a signé le scénario du clip.

En avril 2006, Mylène Farmer contacte la société japonaise Geneon Entertainment, afin de réaliser un animé pour le clip de Peut-être toi. Cette société avait notamment créé le film d'animation Ghost in the Shell, que la chanteuse avait beaucoup apprécié pour son atmosphère sombre et sa qualité esthétique.
Mylène Farmer ayant fourni quelques indications de base sur le scénario et le visuel qu'elle souhaitait, Geneon Entertainment et Production I.G travaillent sur le film durant deux mois, faisant appel à la réalisatrice Naoko Kusumi, au dessinateur Kazuchika Kise et au scénariste Katsuhiro Ôtomo (célèbre pour son manga Akira), d'après une bande dessinée de Osamu Tezuka.
Le clip a été sélectionné en compétition lors du 15e Anima Mundi International Animation Festival qui s'est déroulé au Brésil en juillet 2007.

### Synopsis
Retenue prisonnière dans une sorte de cave, une jeune femme rousse est délivrée par son amoureux.
Alors qu'ils s'enfuient, ils se font aussitôt poursuivre par une horde de cyborgs, qui n'hésite pas à leur tirer dessus.
Après de violents combats, ils parviennent à s'échapper en dehors de ce monde souterrain.
Soulagés et se croyant libres, ils se regardent amoureusement. Soudain, le regard de l'homme se fige en voyant une flèche en fer arriver droit sur eux.
Au lieu de s'enfuir, il se met à serrer la jeune femme contre lui : le couple se fait mortellement transpercer et reste ainsi uni à jamais.

### Sortie et accueil
Le clip est diffusé à la télévision à partir du 8 juillet 2006.
- « Certainement le clip le plus innovant de l'album. »[13]
- « Un clip très actuel, véritable film d'animation manga. »[14]
- « Un scénario qui rejoue l'histoire de Roméo et Juliette : seule la mort peut garantir l'éternité des sentiments. »[15]

## Promotion
Tout comme pour la plupart des singles de cet album, Mylène Farmer n'effectue aucune promotion pour la sortie de ce single.

## Classements hebdomadaires
Dès sa sortie, le titre atteint la 3e place du Top Singles, dans lequel il reste classé durant 15 semaines.
| Classement (2006)   | Meilleure position |
| ------------------- | ------------------ |
| Belgique - Wallonie | 12                 |
| Europe              | 13                 |
| France (Ventes)     | 3                  |
| France (TV)         | 59                 |
| Suisse              | 34                 |

## Liste des supports
| 1. | Peut-être toi (Radio Edit)   | 3:40 |
| 2. | Peut-être toi (instrumental) | 4:45 |

| 1. | Peut-être toi (Radio Edit)                            | 3:40 |
| 2. | Peut-être toi (Miss Farmer's Remix, par The Bionix)   | 4:10 |
| 3. | Peut-être toi (Cox's Remix Club Mix, par Chris Cox)   | 5:47 |
| 4. | Peut-être toi (Full Vocal Cox's Remix, par Chris Cox) | 8:46 |

| A.  | Peut-être toi (Cox's Remix Club Mix, par Chris Cox) | 6:58 |
| B1. | Peut-être toi (Miss Farmer's Remix, par The Bionix) | 4:10 |
| B2. | Peut-être toi (Radio Edit)                          | 3:40 |

## Crédits
- Paroles : Mylène Farmer
- Musique et production : Laurent Boutonnat
- Programmation, claviers et arrangements : Laurent Boutonnat
- Guitare : Philippe Paradis
- Basse : Philippe Chayeb
- Batterie : Loïc Pontieux
- Chœurs : Mylène Farmer
- Prise de son et mixage : Jérôme Devoise
- Studio : Studio Guillaume Tell
- Éditions : Requiem Publishing[24]

## Interprétations en concert
Peut-être toi a été interprété en concert lors du spectacle Avant que l'ombre… À Bercy en 2006, où il fait office de titre d'ouverture.
Mylène Farmer interprète le titre suspendue sur une nacelle au-dessus de la foule, dans le cadre de sa tournée des stades Nevermore 2023/2024.

## Albums et vidéos incluant le titre

### Albums de Mylène Farmer
| Année | Album                        | Version                                     | Durée | Certifications de l'album      |
| 2005  | Avant que l'ombre...,        | Version Album Instrumental (réédition 2021) | 4:55  | 2 × Platine · Or · 2 × Platine |
| 2006  | Avant que l'ombre... À Bercy | Live 2006                                   | 3:27  | Or                             |
| 2011  | 2001-2011                    | Version Album                               | 4:55  | 2 × Platine · Or               |
| 2024  | Nevermore                    | Live 2023                                   | 4:55  | Platine                        |

### Vidéos de Mylène Farmer
| Année | Vidéo                             | Version    | Durée | Certifications de la vidéo |
| 2006  | Music Videos IV                   | Vidéo-clip | 4:19  | -                          |
| 2006  | Avant que l'ombre... À Bercy      | Live 2006  | 3:27  | Diamant                    |
| 2021  | Les clips - L'intégrale 1999-2020 | Vidéo-clip | 4:19  | -                          |
| 2024  | Nevermore                         | Live 2023  | 4:44  | Diamant                    |